# Omiodes monogona
Omiodes monogona (tên tiếng Anh: Hawaiian Bean Leafroller) là một loài bướm đêm thuộc họ Crambidae. Nó là loài đặc hữu của Kauai, Oahu, Molokai, Maui, Lanai và Hawaii. Nó được nêu là loài có khả năng tuyệt chủng bởi U.S. Fish & Wildlife Service vào năm 1994. Nó đã được nêu là tuyệt chủng bởi Hawai‘i Biological Survey năm 2002, nhưng lại được phát hiện lại vào năm 2003.
Ấu trùng ăn Canavalia galeata, Dolichos lablab, Erythrina monosperma, đỗ, Mucuna gigantea và Strongylodon lucidum. Ấu trùng dài khoảng 22 mm và có màu xanh lá cây đậm.
Quá trình hóa nhộng diễn ra trong tổ kén. Nhộng dài khoảng 9 mm và có màu nâu. 